# 盐芥
盐芥（学名：Thellungiella salsuginea）为十字花科盐芥属下的一个种。